# Miejskie Przedsiębiorstwo Komunikacyjne w Siedlcach
Miejskie Przedsiębiorstwo Komunikacyjne w Siedlcach Sp. z o.o. (MPK Siedlce) – spółka powstała 27 września 1992 roku wyniku przekształcenia przedsiębiorstwa TRANSBUD Siedlce. Jest jednoosobową spółką miasta Siedlce (jedyny właściciel i 100% udziałowiec).
Świadczy usługi przewozowe osób, na regularnych liniach dziennych i okresowych na podstawie biletów komunikacji miejskiej (jednorazowych, wielorazowych oraz miesięcznych). Spółka akceptuje wszystkie ustawowe zniżki na komunikację publiczną autobusową (37, 47, 85%).

## Podstawowe dane
MPK Siedlce obsługuje 35 linie dzienne o łącznej długości 368 km i jedną okresową w okresie Wszystkich Świętych.
Linie obsługuje 57 autobusów, większość z nich to niskopodłogowe MAN-y i Mercedes-Benz. MPK Siedlce zatrudnia 133 pracowników. W dni robocze autobusy MPK przejeżdżają ponad 7 tys. km. W 2006 roku przejechały łącznie ponad 2 mln km i przewiozły ponad 5,5 mln pasażerów.
Siedziba MPK Siedlce mieści się w Siedlcach przy ulicy Starzyńskiego 20 (Południowa Dzielnica Przemysłowa), jest to jednocześnie jedyna zajezdnia MPK. Na terenie miasta Siedlce i okolicznych gmin znajduje się kilkanaście pętli autobusowych wykorzystywanych przez przewoźnika.

## Historia
MPK Siedlce rozpoczęło działalność przewozową 1 stycznia 1993, posiadając 30 autobusów w tym 10 Jelcz PR110, 15 Ikarus 280 i 5 Jelcz M11.
W latach 1994–1998 rozbudowano warsztaty naprawcze i stację diagnostyczną, utwardzono plac manewrowy. Zakupiono nowe autobusy (6 Jelcz 120M oraz 1 Ikarus 280).
W 1998 roku zakupiono pierwsze 3 autobusy niskopodłogowe marki Volvo, w latach 1999–2000 zakupiono 6 nowych autobusów i wybudowano myjnie samochodową, zaś w latach 2001–2006 zakupiono 12 nowych autobusów, całkowicie przebudowano i zmodernizowano stację paliw oraz nawiązano współpracę z Wojewódzkim Funduszem Ochrony Środowiska i Gospodarki Wodnej w Warszawie (FOŚiGW). W 2006 roku dofinansowano w 75% ze środków ZPORR zakup 4-ech niskopodłogowych autobusów z silnikami klasy Euro-4 firmy MAN.
16 listopada 2009 roku spaleniu uległ przegubowy Volvo B10LA.

## Prezesi MPK Siedlce
- 1993–1998: Henryk Zbieć
- 1998–2001: Henryk Gut
- 2001–2007: Jerzy Adamczyk
- 2007–2011: Bogdan Kozioł
- 2011–2018: Krzysztof Dębiński
- od 2018: Jacek Dmowski

## Układ linii

### Linie Dzienne
| Linia | Trasa | Uwagi |
| ----- | --- | ----- |
| 1     | Nowe Opole – Stare Iganie – Nowe Iganie – Warszawska – Piłsudskiego – Armii Krajowej – Dworzec PKP w dni robocze kursuje z/do Zalewu: Warszawska-Zalew – Warszawska – Piłsudskiego – Armii Krajowej – Dworzec PKP |       |
| 2     | Żelków – Garwolińska – Partyzantów – 3 Maja – Armii Krajowej – Dworzec PKP |       |
| 3     | Kalinowa Leśna → Garwolińska → Unitów Podlaskich → Romanówka → Garwolińska → Partyzantów → 3 Maja → Armii Krajowej → Wojskowa → Sokołowska → Rynkowa → Czerwonego Krzyża → Jagiełły → Chrobrego → Graniczna → Mireckiego → Dąbrowskiego → Poniatowskiego → Bema → Kazimierzowska → Wyszyńskiego → Brzeska → Floriańska → Piłsudskiego → Armii Krajowej → Świętojańska → 3 Maja → Partyzantów → Garwolińska → Romanówka → Unitów Podlaskich → Garwolińska → Kalinowa Leśna | 1     |
| 4     | Kurpiowska → Kraszewskiego → Mazurska → Monte Cassino → Warszawska → Piłsudskiego → Floriańska → Brzeska → Wyszyńskiego → Kazimierzowska → Prusa → Poniatowskiego →Jana Pawła II → Dąbrowskiego → Mireckiego → Graniczna → Chrobrego → Jagiełły → Sokołowska → Wojskowa → Piłsudskiego → Warszawska → Monte Cassino → Kurpiowska | 2     |
| 5     | Golice – Żabokliki – Kazimierzowska – Starowiejska – Piłsudskiego – Armii Krajowej – Świętojańska → 3 Maja – Partyzantów – Garwolińska – Romanówka – Niepodległości – Unitów Podlaskich |       |
| 6     | Osiny – Grubale – Pustki – Stok Lacki – Janowska – Starowiejska – Piłsudskiego – Armii Krajowej – Dworzec PKP |       |
| 7     | Zachojniak – Białki – Grabianów – Łukowska – Torowa – Floriańska – Piłsudskiego – Armii Krajowej – Dworzec PKP w wybranych kursach podjazdy do pętli w Grabianowie |       |
| 8     | Wołyńce – Rakowiec – Domanicka – Artyleryjska – Partyzantów – 3 Maja – Armii Krajowej – Dworzec PKP wybrane kursy skrócone z/do Domanickiej: Domanicka-pętla – Domanicka – Artyleryjska – Partyzantów – 3 Maja – Armii Krajowej – Dworzec PKP |       |
| 9     | Dworzec PKP → Armii Krajowej → Sienkiewicza → Świętojańska → 3 Maja → Partyzantów → Zbrojna → Składowa → Grabianowska → Południowa → Łukowska → Torowa → Floriańska → Piłsudskiego → Kościuszki → Konarskiego → Prusa → Kazimierzowska → Bema → Poniatowskiego → Dąbrowskiego → Mireckiego → Graniczna → Chrobrego → Jagiełły → Sokołowska → Wojskowa → Armii Krajowej → Dworzec PKP                                                                                      | 3     |
| 10    | Chodów – Strzała – Sokołowska – Wojskowa – Armii Krajowej – Świętojańska → 3 Maja – Partyzantów – Kraszewskiego – Mazurska → Kurpiowska |       |
| 11    | Świercze – Borki-Wyrki – Ujrzanów – Brzeska – Floriańska – Piłsudskiego – Armii Krajowej – Dworzec PKP niektóre kursy z/do: Ługi Wielkie – Chromna – Świercze – (...) – Dworzec PKP |       |
| 12    | Piaski Zamiejskie – Daszyńskiego – Warszawska – Piłsudskiego – Floriańska – Brzeska – MPK Starzyńskiego |       |
| 13    | Niwiski – Wyłazy – Ostrówek – Opole – Iganie – Warszawska – Piłsudskiego – Armii Krajowej – Dworzec PKP |       |
| 14    | Wyczółki – Pruszyn-Pieńki – Pruszyn – Stok Lacki – Janowska – Starowiejska – Piłsudskiego – Armii Krajowej – Dworzec PKP niektóre kursy z/do: Krzymosze – Leśniczówka – Wyczółki – (...) – Dworzec PKP |       |
| 15    | Pruszyn – Pruszynek – Błogoszcz – Golice – Żabokliki – Kazimierzowska – Starowiejska – Piłsudskiego – Armii Krajowej – Dworzec PKP w wybranych kursach podjazdy do pętli w Golicach |       |
| 16    | Mostostal – Terespolska – Starowiejska – Kasztanowa – Janowska – Starowiejska – Piłsudskiego – Armii Krajowej – Świętojańska → 3 Maja – Partyzantów – Kraszewskiego – Mazurska → Kurpiowska |       |
| 17    | Suchożebry – Przygody – Borki Siedleckie – Purzec – Strzała – Sokołowska – Wojskowa – Armii Krajowej – Świętojańska → 3 Maja – Partyzantów – Kraszewskiego – Mazurska → Kurpiowska |       |
| 18    | Piaski Zamiejskie-Działki – Daszyńskiego – Warszawska – Poznańska → Warszawska – Piłsudskiego – Starowiejska – Starzyńskiego – MPK Starzyńskiego | 4     |
| 19    | Gręzów – Stare Opole – Nowe Opole – Stare Iganie – Nowe Iganie – Warszawska – Piłsudskiego – Armii Krajowej – Dworzec PKP |       |
| 21    | Zbuczyn – Zdany – Chromna – Świercze – Borki-Wyrki – Ujrzanów – Brzeska – Floriańska – Piłsudskiego – Armii Krajowej – Dworzec PKP |       |
| 22    | Unitów Podlaskich ← Niepodległości – Romanówka – Garwolińska – Partyzantów – Zbrojna – Składowa – Grabianowska – Południowa – Łukowska – Torowa – Floriańska – Piłsudskiego – Armii Krajowej – Dworzec PKP | 5     |
| 23    | Stok Lacki – Janowska – Kasztanowa – Starowiejska – Piłsudskiego – Armii Krajowej – Dworzec PKP | S     |
| 24    | Grabianów – Łukowska – Południowa – Grabianowska – Składowa – Zbrojna – Partyzantów – 3 Maja ← Świętojańska – Armii Krajowej – Piłsudskiego – Floriańska – Brzeska – MPK Starzyńskiego | R     |
| 25    | Grabianów – Łukowska – Południowa – Grabianowska – Składowa – Zbrojna – Partyzantów – Armii Krajowej – Piłsudskiego – Kościuszki → ← Orzeszkowej ← Świrskiego – Konarskiego – Prusa – Kazimierzowska – Bema – Poniatowskiego – Dąbrowskiego – Mireckiego – Graniczna – Plac Wolności | R     |
| 26    | Czuryły – Cielemęc – Tarcze – Grubale – Osiny – Pustki – Stok Lacki – Janowska – Starowiejska – Piłsudskiego – Armii Krajowej – Dworzec PKP |       |
| 27    | Starowiejska – Kasztanowa – Janowska – Starowiejska – Kazimierzowska – Bema – Poniatowskiego – Prusa – Czerwonego Krzyża – Rynkowa – Popiełuszki – 10 Lutego – Piłsudskiego – Warszawska – Daszyńskiego – Piaski Zamiejskie-Działki w soboty i niedziele oraz w dni świąteczne kursuje z/do Dworca PKP: Starowiejska – (..) – Rynkowa – Sokołowska – Wojskowa – Armii Krajowej – Dworzec PKP                                                                              | 6     |
| 28    | Piaski Zamiejskie-Działki – Warszawska – Poznańska → Warszawska – Monte Cassino – Kurpiowska → Kraszewskiego → Mazurska → ← Mazurska ← Kraszewskiego ← Kurpiowska – Kaszubska – Pescantina – Żeglarska – Unitów Podlaskich – Garwolińska – Leśna | S     |
| 30    | Terespolska ZPP – Terespolska – Ujrzanowska – Brzeska – Floriańska – Piłsudskiego – Warszawska – Nowe Iganie – Stare Iganie – Nowe Opole – Stare Opole – Opole-Seminarium | R, W  |
| 31    | Terespolska ZPP – Terespolska – Ujrzanowska – Brzeska – 3 Maja – Partyzantów – Garwolińska – Romanówka – Niepodległości → Unitów Podlaskich | R     |
| 32    | Sokołowska-pętla- Sokołowska – Wojskowa – Piłsudskiego – Floriańska – Brzeska – Ujrzanowska – Terespolska – Terespolska ZPP | R     |
| 33    | Piaski Zamiejskie – Daszyńskiego – Warszawska – Piłsudskiego – Floriańska – Brzeska – Ujrzanowska – Terespolska – Terespolska ZPP | 4     |
| 35    | Sokołowska-pętla – Sokołowska – Mieszka I – Mireckiego – Dąbrowskiego – Poniatowskiego – Konarskiego – Świrskiego → Orzeszkowej → ← Kościuszki – Piłsudskiego – Floriańska – Torowa – Łukowska – Składowa – Zbrojna – Partyzantów – Garwolińska – Romanówka – Unitów Podlaskich – Garwolińska – Leśna | R     |
| 38    | Suchożebry – Przygody – Borki Siedleckie – Purzec – Strzała – Sokołowska – Wojskowa – Piłsudskiego – Floriańska – Brzeska – Ujrzanowska – Terespolska – Terespolska ZPP | R     |
| 42    | Żelków – Garwolińska – Partyzantów – 3 Maja – Armii Krajowej – Wojskowa – Sokołowska – Sokołowska-pętla | R     |
| 43    | Gręzów – Stare Opole – Nowe Opole – Stare Iganie – Nowe Iganie – Warszawska – Piłsudskiego – Wojskowa – Sokołowska – Sokołowska-pętla | R     |

Objaśnienia:
→, ← – ruch jednokierunkowy
Orzeszkowej, Kościuszki, Świętojańska – ulice jednokierunkowe
1 – linia objazdowa (kończy i zaczyna kurs z tej samej pętli), kursuje co 0,5 h od 5:00 do 6:00 i od 19:00 do 23:00, co 15 min. od 6:00 do 19:00, w soboty kursuje co 0,5 h, w niedziele i święta co 1 h.
2 – linia objazdowa (kończy i zaczyna kurs z tej samej pętli), kursuje co 0,5 h od 5:00 do 6:00 i od 19:00 do 23:00, co 15 min. od 6:00 do 19:00, w soboty, niedziele i święta kursuje co 0,5 h
3 – linia objazdowa (kończy i zaczyna kurs z tej samej pętli)
4 – nie kursuje w niedziele i święta
5 – nie kursuje w soboty, w niedzielę jeden kurs
6 – w soboty i niedziele oraz w dni świąteczne kursuje z/do Dworca PKP
S – kursuje w dni nauki szkolnej
R – kursuje tylko w dni robocze
W – nie kursuje w okresie letnich wakacji szkolnych

### Linie okresowe
W dniach 1–2 listopada (Wszystkich Świętych):
- Cmentarna – Janowska
- Kurpiowska – Janowska
- Leśna – Janowska
- Chrobrego – Janowska
- Piaski Zamiejskie – Janowska

## Tabor autobusowy
Obecnie MPK Siedlce posiada 56 autobusów, 55 szt. to autobusy niskopodłogowe (przystosowane do przewożenia osób z niepełnosprawnością, na wózkach inwalidzkich i wózków dziecięcych z dzieckiem), natomiast 1 szt. to autobus wysokopodłogowy.
| Model autobusu                                       | przewóz osób na wózkach                              | Eksploatacja od                                      | Liczba | Rodzaj          | Typ         |  |  |
| ---------------------------------------------------- | ---------------------------------------------------- | ---------------------------------------------------- | ------ | --------------- | ----------- |  |  |
| Jelcz PR110                                          |                                                      | 1992                                                 | 1      | wysokopodłogowe | zabytek     |  |  |
| Jelcz M081MB                                         | przewóz osób na wózkach                              | 2000                                                 | 3      | niskopodłogowe  | mikrobus    |  |  |
| MAN NL 222                                           | przewóz osób na wózkach                              | 1999                                                 | 3      | niskopodłogowe  |             |  |  |
| MAN NL 223                                           | przewóz osób na wózkach                              | 2002                                                 | 3      | niskopodłogowe  |             |  |  |
| MAN NL 283                                           | przewóz osób na wózkach                              | 2004                                                 | 2      | niskopodłogowe  |             |  |  |
| MAN NG 313                                           | przewóz osób na wózkach                              | 2001                                                 | 2      | niskopodłogowe  | przegubowy  |  |  |
| MAN Lion’s City                                      | przewóz osób na wózkach                              | 2007                                                 | 12     | niskopodłogowe  |             |  |  |
| Mercedes-Benz O345                                   | przewóz osób na wózkach                              | 2012                                                 | 11     | niskopodłogowe  |             |  |  |
| MAN Lion’s City                                      | przewóz osób na wózkach                              | 2014                                                 | 5      | niskopodłogowe  |             |  |  |
| Autosan Sancity 12Lx                                 | przewóz osób na wózkach                              | 2017                                                 | 2      | niskopodłogowe  |             |  |  |
| Solaris Urbino 10,5                                  | przewóz osób na wózkach                              | 2020                                                 | 5      | niskopodłogowe  |             |  |  |
| Volvo 7000                                           | przewóz osób na wózkach                              | 2003                                                 | 2      | niskopodłogowe  |             |  |  |
| Volvo 7700                                           | przewóz osób na wózkach                              | 2005                                                 | 2      | niskopodłogowe  |             |  |  |
| Solaris Urbino 8,9LE                                 | przewóz osób na wózkach                              | 2023                                                 | 3      | niskopodłogowe  |             |  |  |
| Man Lion’s City 12 E                                 |                                                      | 2024                                                 | 3      | niskopodłogowe  | Elektryczny |  |  |
| Udział autobusów niskopodłogowych i niskowejściowych | Udział autobusów niskopodłogowych i niskowejściowych | Udział autobusów niskopodłogowych i niskowejściowych | 98%    |                 |             |  |  |